# ستيف سكاليس
ستيفن جوزيف سكاليس (بالإنجليزية: Stephen Joseph Scalise)‏ هو سياسي أمريكي من الحزب الجمهوري ولد في يوم 6 أكتوبر 1965 في مدينة نيو أورلينز في ولاية لويزيانا. حصل على شهادة البكلوريوس في علوم الحاسبات من جامعة ولاية لويزيانا. بعد تعرضه لمحاولة اغتيال من ناشط يساري في سنة 2017، قرر ترشيح نفسه لمجلس النواب الأمريكي في سنة 2018 وفاز بمقعد في مجلس النواب الأمريكي.